# Eubazus teres
Eubazus teres är en stekelart som beskrevs av Papp 2005. Eubazus teres ingår i släktet Eubazus och familjen bracksteklar. Inga underarter finns listade i Catalogue of Life.